# Marco Mumenthaler
Marco Mumenthaler, né le 23 juillet 1925 à Berne et mort le 30 janvier 2016 est un médecin neurologue suisse.

## Résumé biographique
Né de parents suisses expatriés en Italie, Mumenthaler a passé son enfance à Milan. Après son examen de maturité, il entreprend ses études médicales aux Universités de Zurich, Paris, Amsterdam et Bâle et obtient son diplôme d'État en 1950. Il suit ensuite  la formation de spécialiste en neurologie à Paris et à Zurich et est habilité au Département de neurologie de Zurich en 1960.
Il est d'abord Chef de service dans le département  de neurologie de l'Hôpital universitaire de Zurich et directeur de l'Unité de recherche clinique de ce département. En 1962 il est nommé à la tête du service de neurologie de l'Hôpital universitaire de Berne, d'abord comme professeur extraordinaire à plein temps puis, à partir de 1966 comme titulaire de la Chaire. Sa carrière universitaire se termine à l'automne 1990, où il est nommé Professeur émérite de la Clinique neurologique universitaire de Berne. Depuis, il poursuit une activité de neurologue libéral à Zurich et participe à l'enseignement et à la formation des étudiants en médecine.
Mumenthaler a publié 370 articles dans des revues scientifiques, 39 articles dans des revues de médecine générale et 87 monographies. À ces ouvrages s'ajoutent de nombreuses traductions et des productions audiovisuelles.

## Publications
- (en) Neurology, 1990
- (de) Klinische Untersuchung und Analyse neurologischer Syndrome, 1993
- (de) Basiswissen Neurologie (Base de connaissabces en neurologie), 1996
- (de) Neurologie, 2002
- (de) Neurologische Differentialdiagnostik (Diagnostic différentiel en neurologie), 1997, traduit en anglais : (en) Neurologic Differential Diagnosis, 1992
- (de) Neurologie Interaktiv 1.0, 1 CD-ROM, 1998
- (de) Fallgruben in der Neurologie (Cas cliniques en neurologie), 2001

## Source
- (de) Cet article est partiellement ou en totalité issu de l’article de Wikipédia en allemand intitulé « Marco Mumenthaler » (voir la liste des auteurs).